# Håvarskärsfjärden
Håvarskärs Fjärden är en fjärd i Åland (Finland). Den ligger i den sydöstra delen av landskapet, 70 km öster om huvudstaden Mariehamn.